# Anđelko Katanec

Anđelko Katanec (Zagreb, 28. lipnja 1984.), hrvatski katolički svećenik, teolog, pisac, prevoditelj i radijski urednik.

## Naobrazba i svećeništvo
Pohađao je Osnovnu školu »Ksaver Šandor Gjalski« u Donjoj Zelini, a gimnaziju na Međubiskupijskomu sjemeništu na Šalati u Zagrebu, na kojoj i maturira 2002. Kao bogoslov teološku naobrazbu započinje na Katoličkom bogoslovnom fakultetu u Zagrebu i završava kao pitomac zavoda Germanicum et Hungaricum na Papinskom sveučilištu Gregoriana u Rimu. Za svećenika 
Zagrebačke nadbiskupije zaređen je 20. lipnja 2009. Pastoralne službe obnašao je kao kapelan u više župa na zapadu Zagreba (u Prečkom i Malešnici). Od 2016. povjerenik je za pastoral migranata i turista Zagrebačke nadbiskupije, u sklopu kojega drži svete mise na korejskom i engleskom jeziku u zagrebačkoj katedrali i crkvi sv. Blaža. Suradnik je Laudato televizije kao prevoditelj i komentator papinih kateheza i nedjeljnih Angelusa. Radijski je urednik na Radio Mariji (Biti prijatelj) te na Radio Sljemenu (jutarnje meditacije Hvaljen Isus i Marija).

## Književni rad
U osnovnoj školi započeo je samostalno sastavljati časopis Glas s ulice. Sudjeluje u pokretanju i izradi časopisa maloga sjemeništa Glas sa Šalate. Za vrijeme studija pokreće generacijski časopis Riječju i djelom te obnavlja bogoslovski literarni časopis Maranatha. U župama u kojima djeluje uređuje župne listove. Kratke priče, meditacije, teološke, stručne i znanstvene članke i osvrte objavljuje u Vjesniku biskupa Langa, Spectrumu, Danici, Glasniku svetog Josipa. Od 2011. piše i za Mali koncil. Bio je suradnikom na više mrežnih portala vjerske tematike te je uređivao više mrežnika (samo na andjel.bloger.hr objavio je više od tisuću tekstova). U osobnomu izdanju objavljuje knjižicu meditacija za došašće »Početak«, tri zbirke kratkih priča (»Knjige o životinjama koje zapravo ne govore o životinjama«, »Nakon izleta« i »Nice to meet you«), dvije pjesničke zbirke (»Malena zbirka blesavih pjesama« i »Neka bude šteker«) te strip »Putovanje«. Dugogodišnji je član stručnoga ocjenjivačkoga suda Susreta hrvatskoga duhovnoga književnoga stvaralaštva »Stjepan Kranjčić« u Križevcima, zajedno s Vladimirom Lončarevićem i Sanjom Nikčević.